# 圣让德塞尔
圣让德塞尔（法語：Saint-Jean-de-Serres，法語發音：[sɛ̃ ʒɑ̃ də sɛʁ]）是法国加尔省的一个市镇，属于阿莱斯区。

## 地理
圣让德塞尔（43°59'36"N, 4°4'12"E）面积8.26 平方千米，位于法国奧克西塔尼大區加尔省，该省份为法国南部沿海省份，南端濒地中海，北起顺时针与阿尔代什省、沃克吕兹省、罗讷河口省、埃罗省、阿韦龙省和洛泽尔省接壤。
与圣让德塞尔接壤的市镇（或旧市镇、城区）包括：艾格勒蒙、卡诺勒和阿让蒂耶尔、卡尔代、莱迪尼昂、莱藏、萨维尼亚尔格。

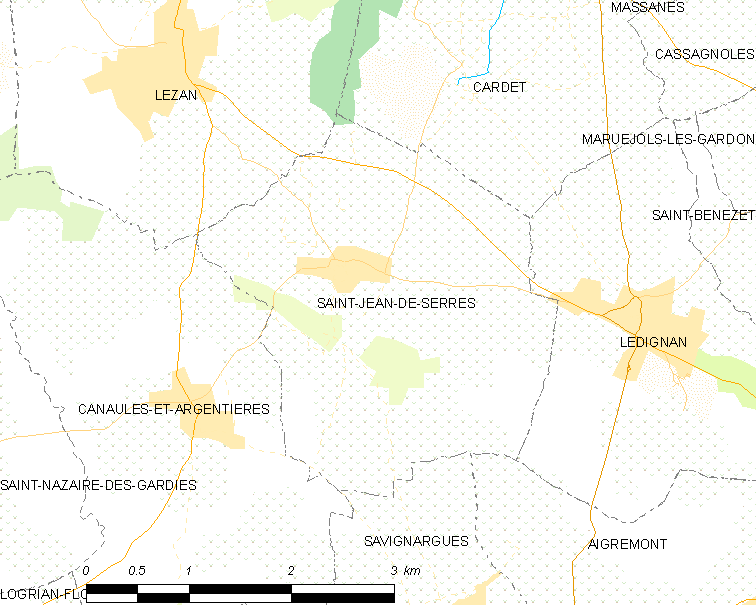
圣让德塞尔的OSM定位图

圣让德塞尔的时区为UTC+01:00、UTC+02:00（夏令时）。

## 行政
圣让德塞尔的邮政编码为30350，INSEE市镇编码为30267。

## 政治
圣让德塞尔所属的省级选区为基萨克县。

## 人口

1962-2008年间圣让德塞尔人口变化图示

圣让德塞尔于2022年1月1日时的人口数量为536人。